# عمارة بالادية

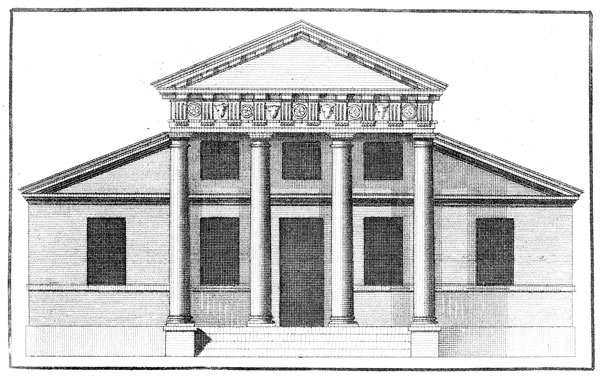
فيللا من أحد كتب بالاديو عام 1736

هندسة بالاديو هي أسلوب أوروبي من الهندسة المعمارية تم اشتقاقه من تصاميمِ المهندس الإيطالي اندريا بالاديو (Andrea Palladiao 1508-1580)
يُشير التعبير بالاديو عادة إلى البنايات ذات الأسلوب الذي تم استلهامه من عمل بالاديو الخاص المعترف به كهندسة بالاديو المعمارية. اليوم تطورت مفاهيمِ بالاديو الأصلية حيث أن عمل بالاديو كان مستنداً بقوة على التناظر والمنظور وقيم التناسب في المعابد الكلاسيكية للعمارة الرسمية اليونانية القديمة والرومانية. منذ القرن السابع عشرِ تفسير بالاديو لهذه العمارة عُرف بالأسلوب المعروف ب (Palladianism). وقد تواصل تطوير هذه الفلسفة حتى نهاية القرن الثامن عشر.

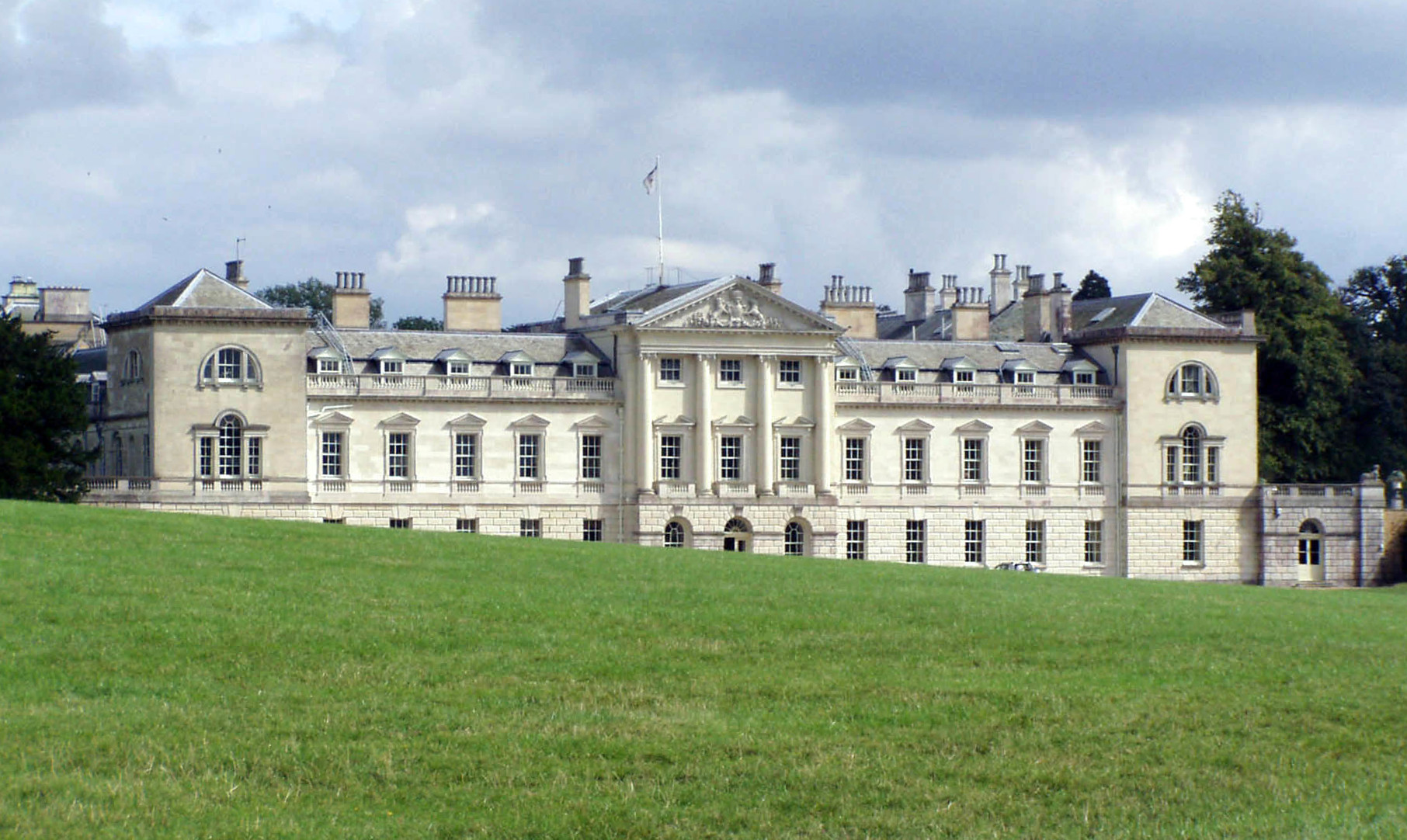
هندسة بالاديو في إنجلترا عام 1746

أصبح هذا الإسلوب ذو شعبية سريعاً في بريطانيا أثناء منتصف القرن السابع عشرِ. وفي أوائل القرن الثامن عشرِ عاد التصميم بقوة ليس فقط في إنجلترا لكن أيضاً في العديد من البلدانِ الأوروبية الشمالية. لاحقاً عندما بدأت شعبية هذا الإسلوب تتراجع في أوروبا، استحوذ على شعبية في أمريكا الشمالية، وخصوصاً في البنايات المصمّمة من قبل توماس جيفيرسن.
استمرَّ الأسلوب في شعبيته في في كافة أنحاء أوروبا حيث أستخدم كثيراً في تصميم البنايات العامّة والرسمية.

## العمارة البالادية
تقع جميع المباني التي صممها بالاديو في البندقية وفينيتو، ويوجد مجموعة غنية من القصور في فيتشنزا. تشمل هذه الأبنية على الفيلات والكنائس مثل كنيسة المخلص في البندقية. اتبع بالاديو في أطروحاته المعمارية المبادئ التي حددها المعماري الروماني فيتروفيو وتلميذه من القرن الخامس عشر ليون باتيستا ألبيرتي، اللذين التزما بمبادئ العمارة الرومانية الكلاسيكية القائمة على النسب الرياضية بدلًا من الأسلوب الزخرفي الغني الذي تميز به عصر النهضة.
صمم بالاديو فيلاته دائمًا بحيث ترتبط مع محيطها، ففي الحالة التي تقع فيها الفيلا على تلة مثل فيلا كابرا (روتوندا)، صمم بالاديو الواجهات لتكون ذات نسب متساوية بحيث يتمكن ساكنوها من الحصول على إطلالات رائعة من جميع الجهات. بنى في مثل هذه الحالات البورتيكو (مدخل برواق معمد) على جميع الجوانب ليتمكن ساكنوها من الاستمتاع بالجو الريفي دون التعرض لأشعة الشمس. استخدم بالاديو أحيانًا اللوجيا (رواق مسقوف ومعمد) كبديل للبورتيكو، ويمكن وصفه على أنه بورتيكو للاستراحة أو غرفة داخلية من طابق واحد مع جدران مفرغة مفتوحة للعناصر. توضع اللوجيا في بعض الأحيان في الطابق الثاني فوق لوجيا أخرى واقعة تحتها، مما يخلق ما يُعرف باسم اللوجيا المزدوجة. أُعطيت اللوجيا أهمية في الواجهة في بعض الأحيان من خلال قوصرة تعلوها. تحتوي فيلا غودي على لوجيا تُعد النقطة المركزية فيها بدلًا من البورتيكو، إضافة إلى لوجيا في كل نهاية من المبنى الرئيسي.
صمم بالاديو واجهات فيلاته بالاعتماد على واجهات المعبد الروماني. أصبح تأثير المعبد ذو التصميم صليبي الشكل في الغالب، سمة مميزة في أعماله في وقت لاحق. تُبنى الفيلات البالادية عادة بثلاثة طوابق: القبو الريفي أو الطابق الأرضي الذي يحتوي على غرف الخدمة والغرف الثانوية، يأتي فوقه الطابق النبيل الذي يمكن الوصول إليه عبر بورتيكو تؤدي إليه مجموعة من الدرجات الخارجية. يحتوي هذا الطابق على غرفة الاستقبال الرئيسية وغرف النوم، ويأتي فوقه طابق مشرف منخفض يتضمن غرف النوم الثانوية وغرف الضيافة. حُسبت نسب كل غرفة داخل الفيلا بالاعتماد على نسب رياضية بسيطة مثل 4:3 و5:4 وارتبطت الغرف المختلفة مع بعضها داخل المنزل من خلال هذه النسب. استخدم المعماريون السابقون هذه الصيغ لموازنة واجهة واحدة متناظرة، ومع ذلك فإن تصميمات بالاديو تتعلق بالفيلا بأكملها وعادة ما تكون مربعة الشكل.
اهتم بالاديو بالغرض المزدوج للفيلات التي يصممها، إذ خدمت كبيوت مزارع وبيوت فخمة للتجار الأثرياء يقضون فيها عطلات نهاية الأسبوع. تحتوي غالبًا هذه المنازل المتناظرة والشبيهة بتصميم المعابد على أجنحة متناظرة ومنخفضة تمتد بعيدًا عنها لاستيعاب الخيول وحيوانات المزرعة ومخازن الأدوات الزراعية. صُممت الأجنحة التي فُصلت أحيانًا عن الفيلا ولكنها اتصلت بها من خلال كولانيد، بُني ليكمل تصميم الفيلا ويبرزها إلى جانب الاستفادة من وظيفته. مع ذلك، لم يكن مقصودًا بأي حال من الأحوال أن يكون جزءًا من المنزل الرئيسي، لكن تصميم بالاديو لهذه الأجنحة واستخدامه لها، ومن بعده أتباعه في القرن الثامن عشر، من جعلها جزءًا لا يتجزأ من المبنى.
نُشرت الكتب الأربعة في العمارة لبلاديو لأول مرة في عام 1570، تحتوي هذه الأطروحة المعمارية على أوصاف ورسوم توضيحية لعمارته جنبًا إلى جنب مع المبنى الروماني الذي ألهمه خلق هذا الأسلوب. أعاد بالاديو تفسير العمارة القديمة في روما وطبقها على جميع أنواع المباني بدءَا من الفيلات الكبرى والمباني العامة إلى المنازل المتواضعة وحظائر المزارع.

## النوافذ الفينيسية والبالادية
تظهر النوافذ البالادية أو السيرلانية أو الفينيسية في أعمال بالاديو وهي تشكل سمة مميزة في حياته المهنية المبكرة. هناك نسختان مختلفتان من التصميم، يُسمى النموذج الأبسط بالنافذة الفينيسية بينما يُسمى التصميم ذو التفاصيل الأكثر النافذة البالادية أو «التصميم البالادي»، على الرغم من أن هذا الاختلاف لا يمكن تمييزه على الدوام.
تتكون النافذة الفينيسية من ثلاثة أجزاء، فتحة مستدير مقوسة مركزية عالية، مع فتحتين صغيرتين مستطيلتين على جوانب الأولى يعلوها سواكف مدعومة بالأعمدة. يعود هذا التصميم إلى قوس النصر الروماني القديم، الذي استخدمه لأول مرة دوناتو برامانتي خارج البندقية ثم ذكره بعد ذلك سيباستيانو سيرليو (1475- 1554) في كتابه المعماري المؤلف من سبعة مجلدات، جميع الأعمال عن العمارة والمنظور، الذي شرح فيه المثل العليا لعمارة فيتروفيو والعمارة الرومانية. يمكن استخدام هذه النوافذ على شكل سلسلة، وغالبًا ما تُستخدم مرة واحدة فقط في الواجهة، مثلما هو الحال في قلعة واردو الجديدة، أو تُستخدم مرة واحدة في كل طرف مثلما هو الحال في الواجهة الداخلية لمنزل برلنغتون (النوافذ البالادية الحقيقية).
شمل تفصيل بالاديو لما سبق، على اعتماد النظام العملاق بين كل نافذة وأخرى ومضاعفة الأعمدة الصغيرة التي تدعم السواكف الجانبية بحيث يوضع العمود الثاني خلف العمود الأول وليس إلى جانبه. يظهر هذا الأسلوب في مكتبة مارسيانا في البندقية من تصميم جاكوبو سانسوفينو (1537)، واستخدمه بالاديو بكثافة في بازيليكا بالاديانا في فيتشينزا، لكنه طبقها في كلا الطابقين وكانت هذه الميزة أقل استخدامًا في كثير من الأحيان. لا تُعتبر الفتحات هنا نوافذ بشكل صارم، لأنها تحتوي على لوجيا. قد تحل الأعمدة مكان الدعامات، مثلما هو الحال في سياقات أخرى. يقترح السير جون سامرسون أنه قد يُسمح بحذف الأعمدة المضاعفة، ولكن هنا يقتصر مصطلح «التصميم البالادي» على الحالات التي يوجد فيها النظام العملاق.
استخدم بالاديو هذه العناصر على نطاق واسع، على سبيل المثال في شكل بسيط للغاية في مدخل فيلا فورني سيراتو. ربما يكون الاستخدام المكثف للزخارف في فينيتو هو الذي أعطى النافذة اسمها البديل «النافذة الفينيسية» وتُعرف أيضًا باسم النافذة السيرلانية. أصبح هذا الشكل من النوافذ بغض النظر عن اسمه أول أصله، واحدًا من أكثر السمات المستمرة في أعمال بالاديو التي يمكن رؤيتها في الأساليب المعمارية اللاحقة التي تطورت من البالاديانية. كان أول ظهور لها بحسب ما جاء به جيمس ليس ميلن، في بريطانيا في الأجنحة التي أُعيد تشكيلها في منزل بيرلنغتون في لندن، إذ كان المصدر المباشر في الواقع هو تصاميم إنيغو جونز في قصر وايت هوت وليس بالاديو نفسه.
الحالة التي توضع فيها الزخارف داخل قوس أعمى مخفف يوحد هذه الزخارف ليست بالادية، على الرغم من أن اللورد برلنغتون قد افترض أنه كان كذلك، باستخدامه رسمًا يظهر فيه ثلاث سمات من هذا القبيل في جدار بسيط. تنسب الأبحاث الحديثة هذا الرسم إلى فينتشينزو سكوموزي. استخدم برلنغتون الزخرفة في عام 1721 في واجهة منتزه توتنهام في غابة سافيرناكي لصهره اللورد بروس (عند إعادة تشكيله). استمده كينت في تصميماته لمجالس البرلمان، ويظهر في تصميمات كلينت المنفذة للواجهة الأمامية الشمالية لقاعة هولخام.

## وصلات خارجية
- فيللات بالاديو الإيطالية
- هندسة بالاديو في إنجلترا